# Vanilla roscheri
La vaniglia di Roscher (Vanilla roscheri Rchb.f., 1876) è una pianta della famiglia delle Orchidacee, diffusa nell'Africa sud-orientale.

## Descrizione
È una orchidea epifita con un fusto allungato a crescita monopodiale, dotato di radici aeree e foglie bratteiformi di colore verde, che virano verso il marrone con l'età. I fiori, di colore dal bianco al rosa, intensamente profumati, lunghi sino a 10 cm, sono riuniti in infiorescenze racemose.

## Riproduzione
Osservazioni condotte su questa specie in Kenya, suggeriscono che gli insetti pronubi siano lepidotteri della famiglia Sphingidae.

## Distribuzione e habitat
La specie è diffusa sulle coste orientali dell'Africa: Etiopia, Kenya, Tanzania, Mozambico e Sudafrica (KwaZulu-Natal).

Preilige le foreste di mangrovia e le macchie costiere, dal livello del mare sino a oltre 1.000 m di altitudine.